# Lucie Calba
Lucie Calba (Metz, 24 febbraio 2005) è una calciatrice francese, centrocampista o attaccante del Nantes.

## Carriera

### Club
Appassionata di calcio, inizia a praticarlo già all'età di 5 anni, aggregandosi all'ES Bechy, prima di passare al settore giovanile del Metz nel 2015.   
Sei anni dopo il suo arrivo ai granata, il 5 settembre 2021, a 16 anni e 191 giorni, debutta in Division 2 in occasione della gara della 1ª giornata vinta per 3-0 sul La Roche-sur-Yon.
Nel corso dell'intera stagione 2021-2022 riesce a totalizzare 13 presenze, giocando per lo più come sostituta, ma nonostante ciò riesce anche a segnare la sua prima rete da professionista: il 24 aprile 2022 nell'8-0 inflitta dai granata al Vendenheim.
All'inizio della stagione seguente viene ufficialmente promossa tra i ranghi della prima squadra e, come conseguenza, ottiene un maggior minutaggio che le consente di aumentare il proprio score stagionale e di segnare un totale di 5 reti nel corso della stagione,  due delle quali al suo esordio assoluto in Coppa di Francia, il 7 gennaio 2023 contro il Beauvais.
Si ripete poi anche nella stagione 2023-2024, nella quale mantiene sul 5 il numero di reti stagionali, che le permettono di attirare l'interesse di club di massima serie. Infatti, l'1º agosto 2024 viene ufficializzato il suo acquisto da parte dello Stade Reims.
Debutta con le biancorosse il 21 settembre 2024 contro il Saint-Étienne, in quella che coincide con il suo esordio anche in Première Ligue; mentre il 12 ottobre successivo segna la prima rete da professionista - e con il club - in occasione della gara esterna persa per 3-2 contro il Paris FC.
Alla fine della stagione, in cui mette a referto un totale di 4 reti in 20 gare, retrocede assieme al Reims in Seconde Ligue. Tuttavia, ella rimane in massima serie, sicché il 9 luglio 2025 viene acquistata dal Nantes.

### Nazionale
Viene convocata per la prima volta in una nazionale giovanile francese nel 2021, debuttando con la nazionale under-17 durante una gara di qualificazione all'europeo di categoria contro le pari età della Svezia.
Con la stessa selezione l'anno successivo prende parte al campionato mondiale di categoria in India. Durante la competizione prendere parte a tutte e tre le gare disputate dalle francesi, mette word a segno due reti - contro Canada e Tanzania - che tuttavia  non riescono ad evitare il piazzamento all'ultimo posto nel girone.

## Statistiche

### Presenze e reti nei club
Statistiche aggiornate al 9 luglio 2025.
| Stagione        | Squadra         | Campionato      | Campionato | Campionato | Coppe nazionali | Coppe nazionali | Coppe nazionali | Coppe continentali | Coppe continentali | Coppe continentali | Altre coppe | Altre coppe | Altre coppe | Totale | Totale |
| Stagione        | Squadra         | Comp            | Pres       | Reti       | Comp            | Pres            | Reti            | Comp               | Pres               | Reti               | Comp        | Pres        | Reti        | Pres   | Reti   |
| --------------- | --------------- | --------------- | ---------- | ---------- | --------------- | --------------- | --------------- | ------------------ | ------------------ | ------------------ | ----------- | ----------- | ----------- | ------ | ------ |
| 2021-2022       | Metz            | D2              | 13         | 1          | CF              | 0               | 0               | -                  | -                  | -                  | -           | -           | -           | 13     | 1      |
| 2022-2023       | Metz            | D2              | 18         | 3          | CF              | 2               | 2               | -                  | -                  | -                  | -           | -           | -           | 20     | 5      |
| 2023-2024       | Metz            | D2              | 19         | 5          | CF              | 1               | 0               | -                  | -                  | -                  | -           | -           | -           | 20     | 5      |
| Totale Metz     | Totale Metz     | Totale Metz     | 50         | 9          |                 | 3               | 2               |                    | -                  | -                  |             | -           | -           | 53     | 11     |
| 2024-2025       | Stade Reims     | PL              | 20         | 4          | CF              | 1               | 0               | -                  | -                  | -                  | -           | -           | -           | 21     | 4      |
| 2025-2026       | Nantes          | PL              | 0          | 0          | CF+CdL          | 0               | 0               | -                  | -                  | -                  | -           | -           | -           | 0      | 0      |
| Totale carriera | Totale carriera | Totale carriera | 70         | 13         |                 | 4               | 2               |                    | -                  | -                  |             | -           | -           | 74     | 15     |

## Palmarès

### Nazionale
- Sud Ladies Cup: 1

2024